# Rationeel energiegebruik
Rationeel energiegebruik (ook wel REG), duidt op het ecologisch en economisch verantwoord omgaan met verschillende energiebronnen. In het denken over energiegebruik en energiebesparing komen het logisch gezien vóór Duurzaam Energiegebruik (ook wel DEG), in dat het ecologisch niet verantwoord is goedkopere energiebronnen te verkwisten.

## Voorbeelden in het privéleven
- Gebruik van spaardouchekoppen
- Gebruik van spaarlampen
- Koken met deksel op de pot

## Voorbeelden uit de bouwsector
- Compacte woningvorm: de verhouding tussen de oppervlakte van de buitenzijde van het gebouw en het volume van het gebouw wordt zo klein mogelijk gehouden, teneinde het warmteverlies zo veel mogelijk te beperken.
- Voldoende en juist gebruik van isolatie
- Vermijden van koudebruggen
- Gebruik van materialen met een lage lambda-waarde: glas bijvoorbeeld is een slechtere isolator dan een baksteen muur van voldoende dikte met spouwmuur
- Gebruik van wandverwarming en vloerverwarming in plaats van radiatoren